# Mademoiselle Luzy
Pour les articles homonymes, voir Luzy.
Dorothée Dorinville, dite Mademoiselle Luzy, est une actrice française née le 6 juin 1747 à Lyon et morte le 26 novembre 1830 à Paris.

## Biographie
Elle  est élève danseuse à l'Opéra-Comique de 1757 à 1762.
Elle débute à la Comédie-Française en 1764 et y est nommée sociétaire la même année.
En 1767 elle est la maîtresse d'Étienne-Nicolas Landry de Freneuse, receveur général des finances d'Auvergne, qui achète l'Hôtel de Luzy pour la loger. Elle bénéficie de l'usufruit de l'hôtel jusqu'en 1778, et la postérité continuera à attribuer son nom au bâtiment.
Baptisée dans la paroisse de Saint-Nizier, elle fréquente l'église Saint-Sulpice, où Talleyrand raconte avoir fait sa connaissance dans ses Mémoires. De 1772 à 1774, alors que le futur évêque d'Autun est étudiant au séminaire Saint-Sulpice, il vit une idylle de deux ans avec la comédienne.
Elle est retraitée  de la Comédie-Française en 1781.

## Carrière à la Comédie-Française
(Source : Base La Grange et registres des feux, site de la Comédie-Française)
- 1763 : Tartuffe de Molière : Dorine
- 1763 : Les Folies amoureuses de Jean-François Regnard : Lisette
- 1765 : Le Chevalier à la mode de Dancourt : Lisette
- 1765 : Crispin rival de son maître d'Alain-René Lesage : Lisette
- 1765 : L'Orpheline léguée de Bernard-Joseph Saurin : Finette
- 1765 : Les Précieuses ridicules de Molière : Marotte
- 1765 : Le Legs de Marivaux : Lisette
- 1765 : Le Médecin malgré lui de Molière : Martine
- 1765 : L'École des maris de Molière : Lisette
- 1766 : Le Dépit amoureux de Molière : Frosine
- 1766 : Le Festin de Pierre  de Thomas Corneille d'après Molière : Mathurine
- 1766 : La Coupe enchantée de Jean de La Fontaine et Champmeslé : Lélie
- 1766 : Turcaret ou le Financier d'Alain-René Lesage : Lisette
- 1766 : Le Joueur de Jean-François Regnard : Mme La Ressource
- 1766 : Le Café ou l'Écossaise de Voltaire : Polly
- 1766 : L'Amour médecin de Molière : Aminte
- 1766 : Le Mercure galant d'Edme Boursault : Lisette
- 1766 : Le Festin de Pierre  de Thomas Corneille d'après Molière : Charlotte
- 1766 : L'École des femmes de Molière : Georgette
- 1766 : Le Légataire universel de Jean-François Regnard : Lisette
- 1767 : La Coupe enchantée de Jean de La Fontaine et Champmeslé : Perrette
- 1767 : Démocrite amoureux de Jean-François Regnard : Cléanthis
- 1767 : Le Menteur de Pierre Corneille : Sabine
- 1767 : Le Méchant de Jean-Baptiste Gresset : Lisette
- 1767 : L'Enfant prodigue de Voltaire : Marthe
- 1767 : Le Menteur de Pierre Corneille : Isabelle
- 1768 : Amphitryon de Molière : Cléanthis
- 1768 : Monsieur de Pourceaugnac de Molière : La Picarde
- 1768 : George Dandin de Molière : Claudine
- 1768 : La Métromanie d'Alexis Piron : Lisette
- 1768 : Le Bourgeois gentilhomme de Molière : Nicole
- 1769 : Le Père de famille de Denis Diderot : Mlle Clairet
- 1769 : Le Mercure galant d'Edme Boursault : Élise
- 1770 : Le Sicilien ou l'Amour peintre de Molière : Climène et une chanteuse
- 1770 : Phèdre de Jean Racine : Ismène
- 1770 : Les Plaideurs de Jean Racine : La comtesse
- 1775 : Le Gâteau des rois de Barthélemy Imbert : Finon